# Ребека Кінтерос
Ребека Кінтерос (ісп. Rebeca Quinteros, 28 серпня 1997) — сальвадорська плавчиня.
Учасниця Олімпійських Ігор 2016 року.